# Batesia intermedia
Batesia intermedia är en fjärilsart som beskrevs av Peter William Michael 1931. Batesia intermedia ingår i släktet Batesia och familjen praktfjärilar. Inga underarter finns listade i Catalogue of Life.